# Lost and Found (canção)
"Lost and Found" é uma canção da artista musical inglesa Ellie Goulding, contida em seu terceiro álbum de estúdio Delirium (2015). Foi lançado como terceiro single promocional em 23 de outubro de 2015.

## Composição
"Lost and Found" é uma canção pop, com um ritmo de 138 batidas por minuto. Co-escrita por Ellie Goulding, Carl Falk, Max Martin, Laleh Pourkarim e Joakim Berg, é um mid-tempo a base de guitarra que combina elementos do folk e da música eletrônica.

## Recepção da crítica
A canção recebeu comentários positivos diversos. Digital Spy chamou a faixa de "brilhante hino pop". A revista Spin afirmou: "[A canção] que provavelmente decolaria em uma pista de dança", elogiando seu refrão, dizendo que suas batidas "nunca são demais". Idolator disse que a canção "é uma das faixas mais fortes que ela [Ellie Goulding] lançou até agora".

## Desempenho nas tabelas musicais

### Posições
| Tabela musical (2015)          | Melhor posição |
| ------------------------------ | -------------- |
| Austrália (ARIA)               | 70             |
| Irlanda (IRMA)                 | 75             |
| Suécia (Sverigetopplistan)     | 89             |
| Reino Unido (UK Singles Chart) | 57             |